# Корейские числительные
В корейском языке для счёта используется два типа числительных: исконно корейские числительные и числительные китайского происхождения.

## Составление чисел
Для исконно корейских и китайских числительных от 11 до 19 действуют одинаковые правила: числа образуются сложением числа 10 и единиц. Например:
15 = 10 + 5 = 십 (сип) + 오 (о) = 십오 (сибо) для китайских числительных,
15 = 10 + 5 = 열 (ёль) + 다섯 (тасот) = 열다섯 (ёльдасот) для корейских числительных.
Числа от 20 до 99 следуют тем же правилам, где к десяткам прибавляются единицы, только числа для обозначения десятков образуются по-разному: китайские числительные образуются умножением количества десятков на число 10, тогда как у исконно корейских числительных для каждого десятка существует своё слово. Например:
66 = 6 × 10 + 6 = 육 (юк; северн. 륙) × 십 (сим) + 육 (юк) → 육십육 (юксимънюк; северн. 륙십륙) для китайских числительных,
66 = 60 + 6 = 예순 (йесун) + 여섯 (ёсот) = 예순여섯 (йесунъёсот) для корейских числительных.
В случае, если у разряда (десятки, сотни, тысячи…) множитель — единица (10, 11…; 100, 101…; 1000, 1001…), он опускается. «15» — 십오 сибо (10 + 5), но не 일십오 ильсибо (1 × 10 + 5). Как и в китайском, в корейском большие числа разбиваются на разряды по 4 цифры в группе:
сто тысяч = 100 000 = 10 × 10 000 = 십만 (симман), а не 100 × 1000 (백천, пэкчхон).
Важно различать китайские и корейские числительные, так как границы применимости этих числительных почти не пересекаются. К примеру, китайские по происхождению числительные могут употребляться как порядковые числительные.
십번 (сиппон, ханча 十番, «десятый номер»);
열번 (ёльбон, не записывается ханча, «десять раз»).
При указании возраста с исконно корейскими числительными используется слово саль (살), а с заимствованными — се (세).
25 лет: 20 + 5 + «саль» = 스물다섯 살 (сымульдасот саль);
25 лет: 2 × 10 + 5 + «се» = 이십오 세 (исибо се).
Китайские числительные также используются при счёте минут.
35 минут = 3 × 10 + 5 + «пун» (минута) = 삼십오 분 (самсибо бун).
Исконно корейские числительные используются для счёта часов в двенадцатичасовой системе, а также для счёта часов от 0:00 до 12:00 в 24-часовой системе. Часы с 13:00 до 24:00 могут быть названы числами обеих систем.
세 시 (се си, три часа ночи или дня);
십칠 시 (сипчхиль си) или 열일곱 시 (ёрильгоп си) — 17:00.
При счёте от сотни используются китайские числительные, иногда смешанные с корейскими:
101 может быть прочитано как 백하나 (пэкхана) и как 백일 (пэгиль).
Некоторые корейские числительные изменяются перед счётными словами:
| Число | Корейское прочтение | Корейское прочтение | Корейское прочтение | Корейское прочтение | Атрибутивная форма | Атрибутивная форма | Атрибутивная форма | Атрибутивная форма |
| Число | Хангыль             | Новая романизация   | Романизация         | Концевич            | Хангыль            | Новая романизация  | Романизация        | Концевич           |
| ----- | ------------------- | ------------------- | ------------------- | ------------------- | ------------------ | ------------------ | ------------------ | ------------------ |
| 1     | 하나                | hana                | hana                | хана                | 한                 | han                | han                | хан                |
| 2     | 둘                  | dul                 | tul                 | туль                | 두                 | du                 | tu                 | ту                 |
| 3     | 셋                  | set                 | set                 | сет                 | 세                 | se                 | se                 | се                 |
| 4     | 넷                  | net                 | net                 | нет                 | 네                 | ne                 | ne                 | не                 |
| 20    | 스물                | seumul              | sŭmul               | сымуль              | 스무               | seumu              | sŭmu               | сыму               |

При счёте числа 1, 2, 3, 4, и 20 стоят в особой форме, образующейся отбрасыванием последней буквы.
- 한 번 хан пон (однажды);
- 두 개 ту кэ (две вещи);
- 세 시 се си (три часа), в Северной Корее в этом случае используется китайское числительное 삼 «сам»: 삼시 «сам си»;
- 네 명 не мён (четверо);
- 스무 마리 сыму мари (двадцать животных).

Аналогичный процесс происходит с китайскими числительными:
- 오뉴월 онюволь (май и июнь)
- 유월 юволь (июнь)
- 시월 сиволь (октябрь)

Перед некоторыми словами исконно корейские числительные «3» и «4» имеют особую форму.
- 석 달 сок таль (три месяца)
- 넉 잔 нок чан (четыре рюмки)

## Цифры
| 0             | 零/空    | 영 (КНДР: 령), 공 | ён (КНДР: рён), кон          | -                | -            |
| 1             | 一       | 일                | иль                          | 하나             | хана         |
| 2             | 二       | 이                | и                            | 둘               | туль         |
| 3             | 三       | 삼                | сам                          | 셋               | сет          |
| 4             | 四       | 사                | са                           | 넷               | нет          |
| 5             | 五       | 오                | о                            | 다섯             | тасот        |
| 6             | 六       | 육 (КНДР: 륙)     | юк (КНДР: рюк)               | 여섯             | ёсот         |
| 7             | 七       | 칠                | чхиль                        | 일곱             | ильгоп       |
| 8             | 八       | 팔                | паль                         | 여덟             | ёдоль        |
| 9             | 九       | 구                | ку                           | 아홉             | ахоп         |
| 10            | 十       | 십                | сип                          | 열               | ёль          |
| 11            | 十一     | 십일              | сипиль                       | 열 하나          | ёльхана      |
| 12            | 十二     | 십이              | сипи                         | 열 둘            | ёдуль        |
| 13            | 十三     | 십삼              | сипсам                       | 열 셋            | ёльсет       |
| 14            | 十四     | 십사              | сипса                        | 열 넷            | ёльнет       |
| 15            | 十五     | 십오              | сипо                         | 열 다섯          | ёльтасот     |
| 16            | 十六     | 십육 (КНДР: 십륙) | симъюкприм. 1 (КНДР: симнюк) | 열 여섯          | ёльёсот      |
| 17            | 十七     | 십칠              | сипчхиль                     | 열 일곱          | ёльильгоп    |
| 18            | 十八     | 십팔              | сиппхаль                     | 열 여덟          | ёльёдоль     |
| 19            | 十九     | 십구              | сипку                        | 열 아홉          | ёльахоп      |
| 20            | 二十     | 이십              | исип                         | 스물             | сымуль       |
| 30            | 三十     | 삼십              | самсип                       | 서른             | сорын        |
| 40            | 四十     | 사십              | сасип                        | 마흔             | махын        |
| 50            | 五十     | 오십              | осип                         | 쉰               | свин         |
| 60            | 六十     | 육십 (КНДР: 륙십) | юксип (КНДР: рюксип)         | 예순             | есун         |
| 70            | 七十     | 칠십              | чхильсип                     | 일흔             | ильхын       |
| 80            | 八十     | 팔십              | пхальсип                     | 여든             | ёдын         |
| 90            | 九十     | 구십              | кусип                        | 아흔             | ахын         |
| 100           | 百       | 백                | пэк                          | 온прим. 2        | он           |
| 1,000         | 千       | 천                | чхон                         | 즈믄прим. 2      | чымын        |
| 104           | 萬       | 만                | ман                          | 드먼 / 골прим. 2 | тымон / коль |
| 108           | 億       | 억                | ок                           | 잘прим. 2        | чаль         |
| 1012          | 兆       | 조                | чо                           | 울прим. 2        | уль          |
| 1016          | 京       | 경                | кён                          | -                | -            |
| 1020          | 垓       | 해                | хэ                           | -                | -            |
| 1024          | 秭       | 자                | ча                           | -                | -            |
| 1028          | 穰       | 양                | янъ                          | -                | -            |
| 1032          | 溝       | 구                | ку                           | -                | -            |
| 1036          | 澗       | 간                | кан                          | -                | -            |
| 1040          | 正       | 정                | чон                          | -                | -            |
| 1044          | 載       | 재                | чэ                           | -                | -            |
| 1048          | 極       | 극                | кык                          | -                | -            |
| 1052 или 1056 | 恒河沙   | 항하사прим. 3     | ханъхаса                     | -                | -            |
| 1056 или 1064 | 阿僧祇   | 아승기прим. 3     | асынъги                      | -                | -            |
| 1060 или 1072 | 那由他   | 나유타прим. 3     | наютха                       | -                | -            |
| 1064 или 1080 | 不可思議 | 불가사의прим. 3   | пульгасаый                   | -                | -            |
| 1068 или 1088 | 無量大數 | 무량대수прим. 3   | мурянъдэсу                   | -                | -            |

Примечания:
- Примечание 1: здесь применяются правила корейской фонетики.
- Примечание 2: эти числительные считаются устаревшими и не используются.
- Примечание 3: названия этих чисел — слова из буддийских текстов, в обычной жизни они не используются. Учёные спорят о точных числовых значениях этих слов.
- Вообще, числительные больше 1020 обычно не используются.

## Произношение
Начальные согласные счётных слов и цифр, следующих за исконно корейскими числительными «ёдоль» (восемь) и «ёль» (десять) становятся по возможности напряжёнными.
- 열 셋 ёльсет (13) произносится как 열쎗 ёльссет;
- 여덟 권 ёдольквон (восемь [книг]) произносится как 여덜꿘 ёдолькквон

В нескольких числительных имеются долгие гласные (2: 둘, 3: 셋, 4:넷), но они становятся краткими в сочетании с другими числительными или в словосочетании (12, 13, 14…).
В числительных также действуют все обычные фонетические изменения: 66 (예순 여섯) произносится как 예순녀섣 (есуннёсот), а 70 (칠십) — как 칠씹 чхильссип.

## Суффиксы, используемые с корейскими числительными
Суффиксы 번(番), 호(號), 차(次), 회(回) всегда используются с китайскими числительными и арабскими цифрами:
Линия [метрополитена] номер два (이호선, ханча 二號線, ихосон);
Шоссе номер 37 (37번국도, ханча 37番國道).
Числа с номером и без номера не могут заменять друг друга, например 906호(號) означает «квартира 906» в почтовом адресе, а просто 906 без «호» не может означать номер квартиры или офиса. Слово «че» (제, 第) обычно используется при обозначении одного из нескольких событий в последовательности, например, Олимпиады.

## Финансовые цифры
В коммерции используются цифры, написанные ханчой, для того чтобы избежать неоднозначности или фальсификации.
| 0    | 영/령 | 零 | 零 |
| 1    | 일    | 一 | 壹 |
| 2    | 이    | 二 | 貳 |
| 3    | 삼    | 三 | 參 |
| 4    | 사    | 四 | 肆 |
| 5    | 오    | 五 | 伍 |
| 6    | 육/륙 | 六 | 陸 |
| 7    | 칠    | 七 | 柒 |
| 8    | 팔    | 八 | 捌 |
| 9    | 구    | 九 | 玖 |
| 10   | 십    | 十 | 拾 |
| 100  | 백    | 百 | 佰 |
| 1000 | 천    | 千 | 仟 |

При диктовке номеров телефонов и других последовательностей цифр китайское название цифр 1 и 2 часто заменяется исконно корейским.
555—1212 произносится как о-о-о, хана-туль-хана-туль (오오오 하나둘하나둘) вместо о-о-о, иль-и-иль-и (오오오 일이일이), так как китайские цифры легче спутать.